# Филиповка (Грузия)
Филиповка (груз. ფილიპოვკა, арм. Ֆիլիպովկա) — село в Грузии, на территории Ахалкалакского муниципалитета края (мхаре) Самцхе-Джавахети.

## Топоним
До 1922 года село называлось Патара-Карцахи. Переименовано в честь революционера и партийного деятеля Филиппа Иесеевича Махарадзе.

## География
Село находится в южной части Грузии, к востоку от озера Хозапини, на расстоянии приблизительно 21 километра (по прямой) к юго-западу от города Ахалкалаки, административного центра муниципалитета. Абсолютная высота — 1862 метра над уровнем моря.

## Население
По результатам официальной переписи населения 2014 года, в Филиповке проживало 52 человека (25 мужчин и 27 женщин). В национальной структуре населения армяне составляли 100 %.
| Год  | Население, человек |
| ---- | ------------------ |
| 2002 | 101                |
| 2014 | ↘ 52               |